# Барра, Дидье
Дидье Барра (фр. Didier Barra; 1590—1656) — французский художник эпохи барокко, работавший под коллективным псевдонимом Монсу Дезидерио.

## Биография
Родился в 1590 году в городе Мец, Лотарингия, Франция.
В 1608 году переехал в Италию, жил и работал в Неаполе. Писал городские пейзажи, сотрудничал с итальянским художником Белизарио Коренцио. В Неаполе Дидье Барра работал под псевдонимом Монсу Дезидерио, который включал другого художника — Франсуа де Номе. По некоторым данным с ними работал ещё один безымянный художник. Некоторые работы, принадлежащие Дидье Барра, находятся в неапольском музее Museo nazionale di San Martino.
Художники прославились изображением руин, фантастических городов и сновиденных сооружений, которые привлекли позже внимание сюрреалистов (Бретон, Кайуа). Жанр картин был близок к ведуте.
Умер в 1656 году (по другим данным в 1652 году) в Неаполе, Италия.

Некоторые работы
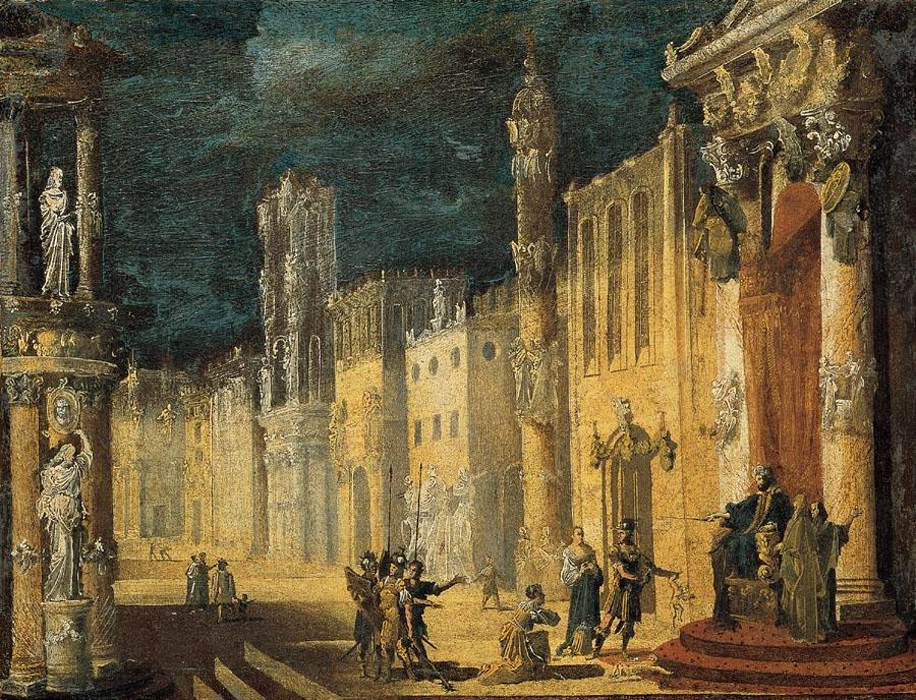
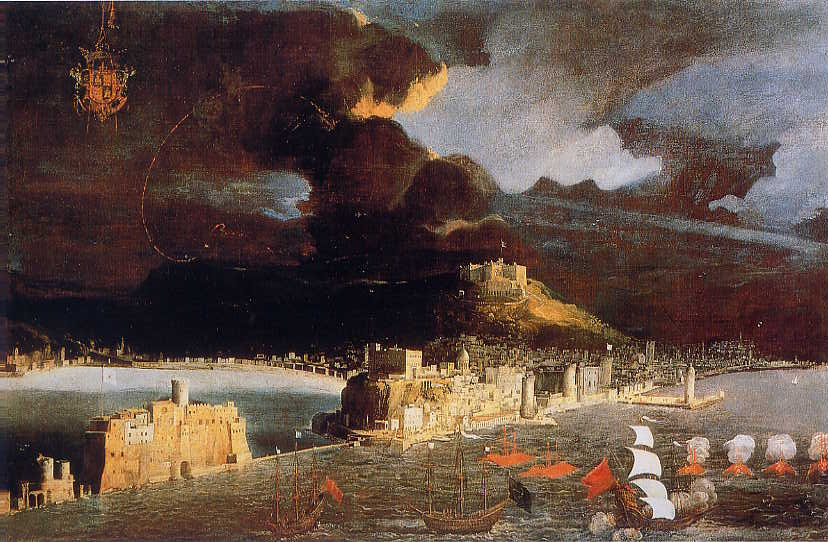
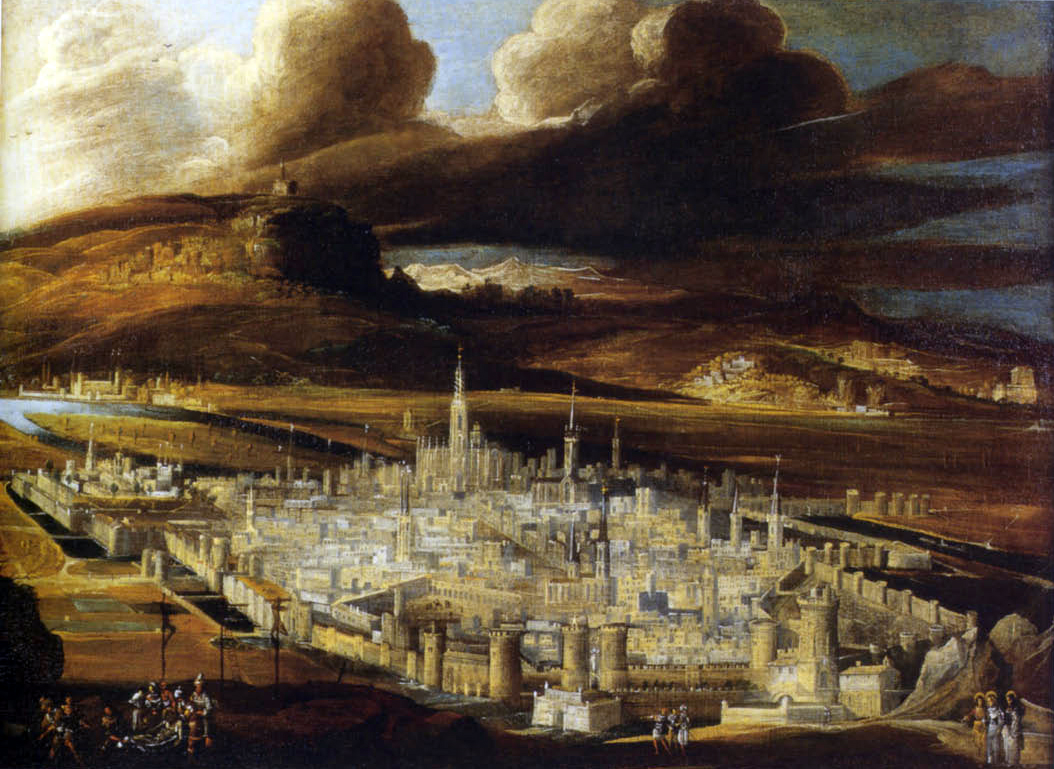